# Почти нормален
„Почти нормален“ (на английски: Irrational Man) е американска криминална драма, мистерия от 2015 на режисьора Уди Алън.

## Сюжет
Ейб Лукас е професор по философия, чиято воля за живот се събужда след като извършва екзистенциална постъпка. Скоро след като пристига да преподава в колежа на малък град, Ейб се обвързва с две жени: самотната професорка Рита Ричардс, която се надява той да я спаси от нещастния ѝ брак, и най-добрата си студентка Джил Полард, която става и най-близката му приятелка. Чиста случайност променя всичко, когато Ейб и Джил дочуват разговор между непознати, и се оказват въвлечени в неговия сюжет. Едва след като прави своя съзнателен избор, Ейб е в състояние да прегърне живота отново. Но това негово решение поражда ред събития, които ще се отразят завинаги на него, Джил и Рита.

## В ролите
| Изпълнител         | Роля                       |
| ------------------ | -------------------------- |
| Хоакин Финикс      | Ейб Лукас                  |
| Ема Стоун          | Джил Полард                |
| Паркър Поузи       | Рита Ричардс               |
| Джейми Блекли      | Рой                        |
| Бетси Айдем        | майката на Джил            |
| Итън Филипс        | бащата на Джил             |
| Софи фон Хаселберг | Ейприл                     |
| Бен Розенфийлд     | приятел Ейприл             |
| Мередит Хагнър     | Сенди, приятелка на Ейприл |
| Сюзън Пурфар       | Керъл                      |
| Том Кемп           | Томас Спенглър - судия     |